# AEGON Nottingham Challenge
AEGON Nottingham Challenge byl profesionální tenisový turnaj mužů a žen hraný v anglickém Nottinghamu, centru hrabství Nottinghamshire, jež se rozkládá v regionu East Midlands. Probíhal v nottinghamském tenisovém centru na otevřených travnatých dvorcích na přelomu května a června. Do soutěže dvouher nastupovalo třicet dva singlistů a čtyřher se účastnilo šestnáct párů.
Založen byl v roce 2011. Mužská polovina patřila do okruhu ATP Challenger Tour a její rozpočet činil 64 000 eur. Ženská část se konala jako součást okruhu ITF s dotací 50 tisíc dolarů.  Dvě singlové trofeje vybojovala Britka Elena Baltachová. Druhý titul z poloviny června 2013 byl jejím posledním v kariéře před úmrtím v květnu 2014.
V sezóně 2015 byla událost povýšena do vyšší úrovně jako Nottingham Open, muži do okruhu ATP World Tour a ženy do okruhu WTA Tour.

## Přehled finále

### Mužská dvouhra
| Rok  | vítěz         | finalista       | výsledek           |
| ---- | ------------- | --------------- | ------------------ |
| 2011 | Dudi Sela     | Jérémy Chardy   | 6–4, 3–6, 7–5      |
| 2012 | Grega Žemlja  | Karol Beck      | 7–6(7–3), 4–6, 6–4 |
| 2013 | Steve Johnson | Ruben Bemelmans | 7–5, 7–5           |
| 2014 | Nick Kyrgios  | Samuel Groth    | 7–6(7–3), 7–6(9–7) |

### Mužská čtyřhra
| Rok  | vítězové                            | finalisté                            | výsledek                   |
| ---- | ----------------------------------- | ------------------------------------ | -------------------------- |
| 2011 | Rik de Voest Adil Shamasdin         | Treat Conrad Huey Izak van der Merwe | 6–3, 7–6(11–9)             |
| 2012 | Olivier Charroin Martin Fischer     | Jevgenij Donskoj Andrej Kuzněcov     | 6–4, 7–6(8–6)              |
| 2013 | Sančai Ratiwatana Sončat Ratiwatana | Purav Radža Divij Šaran              | 7–6(7–5), 6–7(3–7), [10–8] |
| 2014 | Rameez Junaid Michael Venus         | Ruben Bemelmans Go Soeda             | 4–6, 7–6(7–1), [10–6]      |

### Ženská dvouhra
| Rok  | vítězka           | finalistka        | výsledek      |
| ---- | ----------------- | ----------------- | ------------- |
| 2011 | Elena Baltachová  | Petra Cetkovská   | 7–5, 6–3      |
| 2012 | Ashleigh Bartyová | Tatjana Maleková  | 6–1, 6–1      |
| 2013 | Elena Baltachová  | Tadeja Majeričová | 7–5, 7–6(9–7) |
| 2014 | Jarmila Gajdošová | Timea Bacsinszká  | 6–2, 6–2      |

### Ženská čtyřhra
| Rok  | vítězky                                 | finalistky                                | výsledek              |
| ---- | --------------------------------------- | ----------------------------------------- | --------------------- |
| 2011 | Eva Birnerová Petra Cetkovská           | Regina Kulikovová Jevgenija Rodinová      | 6–3, 6–2              |
| 2012 | Ashleigh Bartyová Sally Peersová        | Réka Luca Janiová Maria João Köhlerová    | 7–6(7–2), 3–6, [10–5] |
| 2013 | Julie Coinová Stéphanie Foretz Gaconová | Julia Glušková Erika Semová               | 6–2, 6–4              |
| 2014 | Jarmila Gajdošová Arina Rodionovová     | Verónica Cepede Roygová Stephanie Vogtová | 7–6(7–0), 6–1         |